# Станово (Ярославская область)
Ста́ново — деревня в Даниловском районе Ярославской области. Входит в Даниловское сельское поселение. 

## География
Находится в 37 км от Данилова в 7 км от автомобильной дороги Череповец — Данилов на реке Ушлонка. Главная и единственная улица деревни  — Даниловская.

## Население
| 2007 | 2010 |
| ---- | ---- |
| 37   | ↘26  |